# Duane Baron
Duane Baron es un productor discográfico, acreditado en la producción de álbumes como No More Tears de Ozzy Osbourne (1991) y Awake de Dream Theater (1994), entre otros. Otros de sus trabajos destacados como productor incluyen obras de bandas y artistas como Beau Coup, Kix, Ted Nugent, L.A. Guns y Jetboy, entre otros.